# Санчик Олександр Семенович
Олександр Семенович Санчик (нар. 15 жовтня 1966) — російський воєначальник, генерал-лейтенант (17.02.2022). З вересня 2020 року — командувач 35-ї загальновійськової армії Східного військового округу.

## Біографія
Народився 15 жовтня 1966 року.
З 1985 по 1989 — курсант Ташкентського вищого танкового командного ордена Леніна училища ім. Рибалка. У 2000 році закінчив Загальновійськову академію Збройних сил РФ, 2017 — Військову академію Генерального штабу Збройних сил Російської Федерації.
З 2013—2014 — командир 27-ї окремої гвардійської мотострілецької бригади.
З 2014—2015 — командир 2-ї гвардійської мотострілецької дивізії.
З 2015—2017 — слухач факультету національної безпеки та оборони держави Військової академії Генерального штабу Збройних сил Російської Федерації.
З 2017—2020 — заступник командувача 58-ї загальновійськової армії Південного військового округу.
З вересня 2020 року — командувач 35-ї загальновійськової армії Східного військового округу.
Учасник військової операції Росії у Сирії . Пройшов основні командні посади від командира танкового взводу до командувача загальновійськової армії.
Безпосередньо перед російським вторгненням в Україну указом Президента РФ № 64 від 17.02.2022 р. присвоєно військове звання «генерал-лейтенант».
У листопаді 2024 року замінив Геннадія Анашкіна на посаді керівника Південного фронту на російсько-українській війні.

## Нагороди
- Орден Жукова Орден Жукова
- Орден «За військові заслуги» Орден «За військові заслуги»
- Медаль «За відзнаку у військовій службі» 2-го ступеня
- Медаль «70 років Збройних Сил СРСР» Медаль «70 років Збройних Сил СРСР»
- Медаль «За бойові відзнаки»
- Медаль «За військову доблесть» 1-го ступеня
- Медаль «За військову доблесть» 2-го ступеня
- Медаль «За зміцнення бойової співдружності»
- Медаль «За відзнаку у військовій службі» 1-го ступеня
- Медаль «За відзнаку у військовій службі» 2-го ступеня
- Медаль «За відзнаку у військовій службі» 2-го ступеня
- Медаль «За участь у військовому параді на День Перемоги»
- Медаль «За відзнаку у службі в Сухопутних військах»
- Медаль «Учаснику військової операції в Сирії»

## Санкції
13 грудня 2022 року через вторгнення Росії в Україну потрапив під санкції Великої Британії, як причетний до ракетних ударів по українських містах.
25 лютого 2023 року внесений до санкційного списку всіх країн Євросоюзу за підтримку і здійснення дій, які підривають територіальну цілісність, суверенітет і незалежність України".
28 серпня 2022 року доданий до санкційного списку Канади.
19 жовтня 2022 року доданий до санкційного списку України.
24 грудня 2023 року додана до санційного списку Нової Зеландії.